# Stefan Scholz
Stefan Scholz (* 23. September 1964 in Berlin) ist ein ehemaliger deutscher Ruderer, der 1993 Weltmeister mit dem Achter war.

## Sportliche Karriere
Scholz trat von 1980 bis 1982 dreimal mit dem deutschen Achter bei den Junioren-Weltmeisterschaften an und belegte dabei den fünften, dritten und ersten Platz. 1983 gewann er mit dem Achter den Titel bei den U23-Weltmeisterschaften, 1984 mit dem Vierer mit Steuermann. Bei den Weltmeisterschaften 1985 belegte der Zweimetermann mit dem Vierer mit Steuermann den siebten Platz, 1987 ruderte er mit dem Achter auf den sechsten Platz.
Bei den Weltmeisterschaften 1990 in Tasmanien gewann im Vierer mit Steuermann das Boot aus der DDR vor dem Boot aus der Bundesrepublik mit Wolfgang Klapheck, Stefan Scholz, Ansgar Wessling, Volker Zimmermann und Steuermann Thomas Alt. 1991 ruderte Scholz mit Markus Bräuer, Andreas Lütkefels und Markus Vogt im Vierer ohne Steuermann. Bei den Weltmeisterschaften in Wien gewann dieser Vierer die Bronzemedaille hinter den Australiern und dem US-Boot.
1993 und 1994 ruderte Stefan Scholz im Deutschland-Achter und siegte 1993 bei den Weltmeisterschaften in Racice, bei den Weltmeisterschaften 1994 belegte der Deutschland-Achter den vierten Platz. Mit dem Vierer ohne Steuermann erreichte Scholz bei den Weltmeisterschaften 1995 den sechsten Platz, bei den Olympischen Spielen 1996 platzierte sich der Vierer auf dem neunten Rang.
Stefan Scholz ruderte für den Dortmunder Ruderclub Hansa von 1898.

## Deutsche Meistertitel
- Vierer ohne Steuermann: 1991, 1995, 1996[1]
- Vierer mit Steuermann: 1985[2]
- Achter: 1984, 1985, 1986, 1987, 1993, 1994[3]